# Matteo Liberatore
(Matteo Liberatore)
Matteo Liberatore (Salerno, 14 agosto 1810 – Roma, 18 ottobre 1892) è stato un gesuita, teologo, filosofo e scrittore italiano.

## Biografia
Entrò nel collegio dei gesuiti di Napoli nel 1825 e, non ancora sedicenne, chiese di far parte della Compagnia di Gesù, nella quale iniziò il noviziato il 9 ottobre 1826.
Terminati gli studi ecclesiastici ("con inusuale successo", secondo quanto afferma la Catholic Enciclopedia), insegnò filosofia per undici anni, dal 1837 fino alla rivoluzione del 1848, anno in cui, a causa della stessa rivoluzione, si trasferì a Malta. Al ritorno in Italia ebbe l'incarico di insegnare teologia.
Nel 1841 fondò a Napoli, con il filosofo e teologo Gaetano Sanseverino (1811-1865), il periodico cattolico La Scienza e la Fede, con lo scopo di criticare le nuove idee del razionalismo, dell'idealismo e del liberalismo, dalle pagine del quale veniva sostenuta una strenua battaglia in favore del brigantaggio, interpretato come movimento politico contrario all'unità d'Italia, ovvero: "La cagione del brigantaggio è politica, cioè l'odio al nuovo governo".
Lasciò l'insegnamento nel 1850 per partecipare alla fondazione de La Civiltà Cattolica, una rivista fondata dai gesuiti per difendere la Chiesa cattolica e il papato e per diffondere la dottrina di san Tommaso d'Aquino.

## Pensiero
Liberatore fu uno degli estensori dell'enciclica Rerum Novarum di Leone XIII insieme al domenicano cardinale Zigliara.
Fu studioso della filosofia scolastica di Tommaso ed iniziatore del cosiddetto neotomismo o neoscolastica: gli storici della teologia cattolica lo considerano come colui che fece rinascere la filosofia scolastica dell'Aquinate. Inaugurò questo movimento nel 1840 con la pubblicazione del Corso di filosofia. Portò avanti questo movimento attraverso l'insegnamento nelle aule, con libri di testo sulla filosofia, con articoli su La Civiltà Cattolica e altri periodici, con altri lavori maggiori, e anche attraverso il suo lavoro di membro dell'Accademia Romana, alla quale fu chiamato da Leone XIII.
Combatté il razionalismo e l'ontologismo, così come le idee del Rosmini.
Con i padri Carlo Maria Curci, Carlo Piccirillo e Raffaele Ballerini sostenne su La Civiltà Cattolica la tesi, per quei tempi revisionista, secondo la quale il brigantaggio fu la legittima resistenza di un popolo a una conquista non solo territoriale, ma soprattutto ideologica.
Carlos Sommervogel s.j. parla di più di quaranta lavori pubblicati dal Liberatore, ed elenca i titoli di più di novecento articoli, includendo le recensioni su La Civiltà Cattolica.

## Valutazione
La Chiesa cattolica del suo tempo vide in lui per più di mezzo secolo l'infaticabile campione della verità nei campi della filosofia e della teologia.
Fu difensore dei diritti della Chiesa e studioso dei problemi della vita cristiana, delle relazioni tra Chiesa e stato, tra la morale e la vita sociale.
I filosofi della sua scuola mettono in evidenza nei suoi scritti la acutezza dei giudizi, la forza degli argomenti, la sequenza logica del pensiero, la stretta osservazione dei fatti, la conoscenza dell'uomo e del mondo, la semplicità ed eleganza dello stile.
All'inizio del XX secolo era giudicato da molti nella Chiesa cattolica il più grande filosofo dei suoi tempi. Si riteneva che vivesse santamente, e si scorgeva in lui un profondo spirito religioso.
È considerato uno dei precursori del personalismo economico insieme al gesuita Luigi Taparelli d'Azeglio e a Antonio Rosmini.

## Opere
Tra i suoi scritti più conosciuti vi sono vari compendi di logica, metafisica, etica e diritto naturale, e in particolare:
- Dialoghi filosofici, Napoli 1840; 2. ed. 1851
- Institutiones logicae et metaphysicae, Napoli 1840-42; Milano 1846
- Theses ex metaphysica selectae quas suscipit propugnandas Franciscus Pirenzio in collegio neapolitano S. J. ab. divi Sebastiani Quinto Idus Septembris anno MDCCCXLII, Napoli 1842
- Dialogo sopra l'origine delle idee, Napoli, 1843
- Il Panteismo trascendentale, dialogo, Napoli 1844
- Il Progresso. Dialogo filosofico, 2. ed., Genova, 1846
- Ethicae et juris naturae elementa, Napoli, 1846; Roma, 1857
- Elementi di filosofia, Napoli, 1848; 2. ed. 1850; Livorno, 1852;5.ed.Napoli, 1852,
- Institutiones Philosophicae, Napoli, 1851; 5ª ed., Roma 1872
- Della Conoscenza intellettuale, Napoli, 1855; Roma, 1857
- Compendium logicae et metaphysicae, Roma 1858
- Sopra la teoria scolastica della composizione sostanziale dei corpi, Roma 1861
- Risposta ad una lettera anonima sopra la teoria scolastica della composizione sostanziale dei corpi, Roma 1861
- Dell'uomo, 2 vols., Roma, 1862
- La Filosofia della Divina Commedia di Dante Alighieri. (In Omaggio a Dante Aligh. dei Cattolici ital.), Roma, 1865
- Ethica et Ius Naturae, Roma,  1866, Typis civilitatis catholicae
- La Chiesa e lo Stato, Napoli, Real tipografia Giannini, 1872
- Della composizione sostanziale dei corpi, Napoli, Real  tipografia Giannini, 1878
- L'autocrazia dell'ente: Commedia in tre atti, Napoli 1880
- Degli universali. Confutazione della filosofia Rosminiana difesa da Mons. Ferre, Roma 1883-4
- Principii di Economia Politica, Roma, A. Befani, 1889

Articoli scelti:
- La proposta dell'imperatore germanico di un accordo internazionale in favore degli operai, Civiltà Cattolica XIV (5) 1889, pp.558-561.
- Le associazioni operaie, Civiltà Cattolica XIV (4) 1889, pp.513-528.
- Dell'intervenzione governativa nel regolamento del lavoro, Civiltà Cattolica XIV (9) 1890
- L'Enciclica Rerum Novarum del S. Padre Leone XIII, De conditione opificium, Civiltà Cattolica XIV (11) 1891, pp.5-16, 271-287, 417-430.